# Zabieliszki (Litwa)
Zabieliszki (lit.: Zabieliškės) − wieś na Litwie w okręgu wileńskim, w rejonie solecznickim, w gminie Dziewieniszki, 5 km na północny wschód od siedziby gminy. W 2001 roku była zamieszkiwana przez 7 osób.

## Historia
W czasach zaborów wieś w okręgu wiejskim Milkuny, w gminie Dziewieniszki, w powiecie oszmiańskim, w guberni wileńskiej Imperium Rosyjskiego. W 1866  należała do dóbr Giełoże, własność Umiastowskich. W 1905 roku liczyła 53 mieszkańców.
W latach 1921–1945 wieś leżała w Polsce, w województwie wileńskim, w powiecie oszmiańskim, w gminie Dziewieniszki.
W 1931 w 10 domach zamieszkiwały 44 osoby.
Wierni należeli do parafii rzymskokatolickiej w Narwiliszkach. Miejscowość podlegała pod Sąd Grodzki w Holszanach i Okręgowy w Wilnie; właściwy urząd pocztowy mieścił się w Dziewieniszkach.